# 東出直也
東出 直也（ひがしで なおや、2003年5月24日 - ）は、石川県加賀市出身の元プロ野球選手（捕手）。右投右打。NPBでは育成選手であった。

## 経歴

### プロ入り前
加賀市立片山津中学校時代は加賀ボーイズでプレーし、主将を務めた。小松大谷高等学校では、1年夏からベンチ入りを果たし、石川県大会で負傷した正捕手に代わりマスクを被るが、決勝戦で奥川恭伸をエースに有する星稜高校に9回同点の場面から満塁本塁打を打たれて敗れる。この頃から、「名捕手への道のりノート」と題するノートを作り、野球に関することを書き記すようになる。
3年夏の第103回全国高等学校野球選手権大会では、同校36年ぶりの甲子園出場に貢献した。1回戦で高川学園にサヨナラ負けをしたが、3番捕手として3安打2打点の活躍を見せた。
2021年10月11日、プロ野球ドラフト会議にて横浜DeNAベイスターズから育成選手ドラフト2位で指名を受け、11月22日に支度金300万円、年俸340万円で契約し入団した。背番号は104。

### プロ入り後
2022年はイースタン・リーグで17試合に出場し打率.088、0本塁打を記録した。契約更改は球団内では最後のサインとなった。
2023年は、二軍公式戦への出場はなく、10月3日に球団から戦力外通告を受けた。通告の当日中に自身のInstagramを更新し、現役を引退することを公表。

## 選手としての特徴
173cmと小柄な体格だが、肩の強さとフットワークの良さが売りで、高校3年時点で遠投は115メートル、二塁までの送球は1秒85を記録している。

## 詳細情報

### 年度別打撃成績
- 一軍公式戦出場なし

### 背番号
- 104（2022年[8] - 2023年）